# Landkreis Marburg-Biedenkopf
Landkreis Marburg-Biedenkopf är ett distrikt (Landkreis) i västra delen av det tyska förbundslandet Hessen. Distriktet är en del av Regierungsbezirk Gießen. Bland annat städerna Marburg och Kirchhain ligger inom distriktet.
1. ↑  GeoNames, 2005, Geonames-ID: 2873758, läs online och läs online.[källa från Wikidata]
2. ↑  läs online, www.destatis.de .[källa från Wikidata]